# Haut-Harz

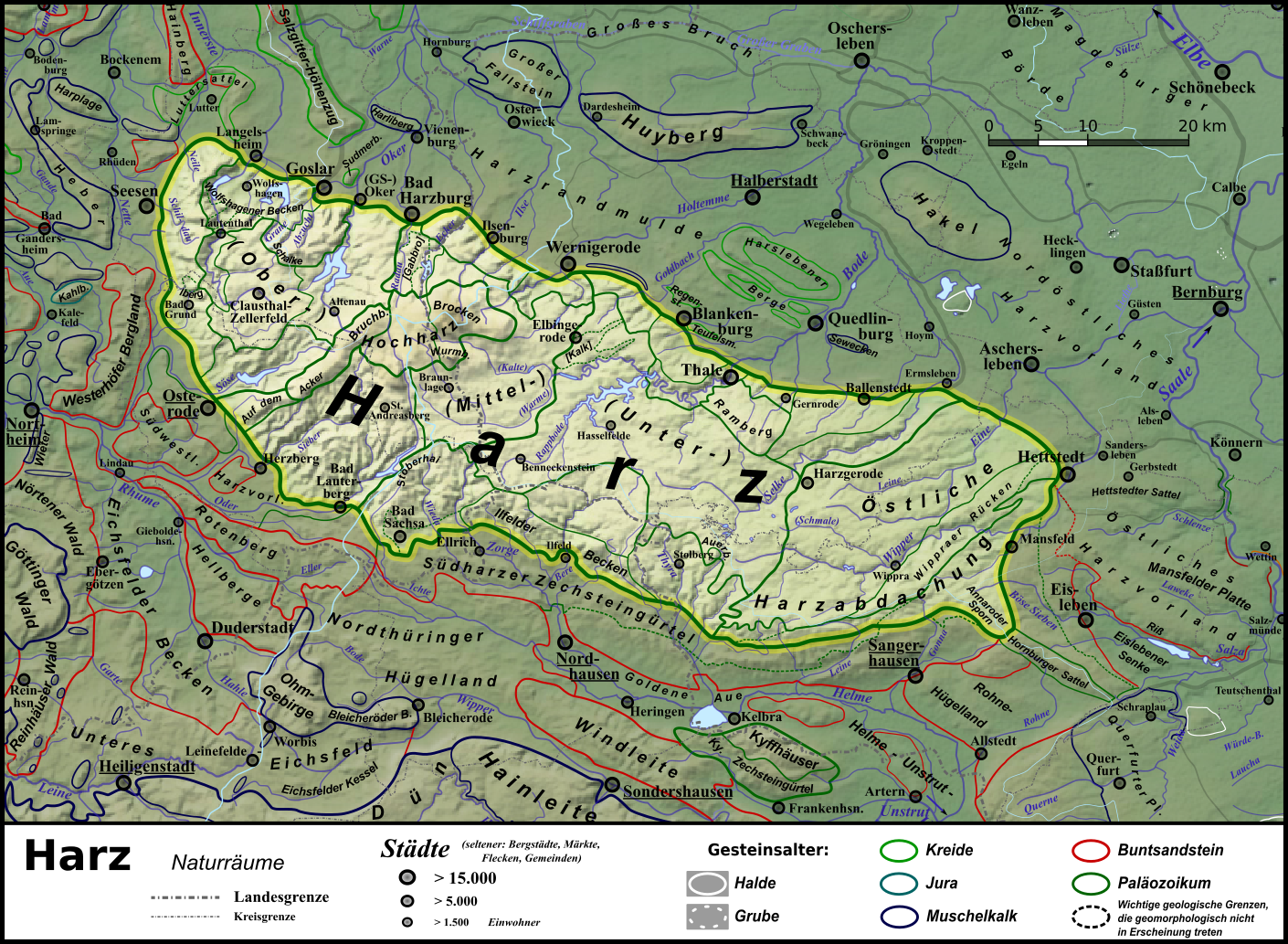
Les zones du Harz.

Le Haut-Harz (en allemand : Oberharz) est la partie nord-ouest du Harz comprenant les hauts sommets du massif en Basse-Saxe au centre-nord de l'Allemagne. La définition des zones de moyenne montagne varie selon que l'on donne la priorité à des critères historico-économiques ou géo-géologiques.

## Géographie
Historiquement le Haut-Harz est formé de la région correspondant aux sept villes minières traditionnelles (Bergstädte) : Clausthal, Zellerfeld, Saint-Andreasberg, Altenau, Lautenthal, Wildemann et Grund. Haut-Harz réfère au fait que le terrain est plus élevé que celui des villes de Goslar, Seesen et Osterode au pied du massif. Cette région comprend le plateau plié de Clausthal d'origine carbonifère, à l'ouest de la crête d'Acker-Bruchberg et de la vallée de la rivière Söse, ainsi que le district minier de Saint-Andreasberg à l'est du Bruchberg. La région des mines de Rammelsberg et des usines sidérurgiques à Goslar, au pied nord de la montagne, est parfois incluse dans cette définition
Géographiquement la division en Haut et Bas-Harz (Unterharz) fait référence à la fonction du Harz comme partage des eaux naturel. La région à l'ouest du point culminant, le Brocken (1 141 m), draine vers la Weser, à l'est vers l'Elbe. Déjà en 1824, l'écrivain Heinrich Heine utilise le Brocken comme point de séparation dans son récit Die Harzreise et note que le côté est du Brocken est appelé « Bas-Harz » par opposition au côté ouest du même qui est appelé « Haut-Harz ». Cette définition élargit le Haut-Harz « minier » vers l'est, approximativement jusqu'à la région frontalière avec la Saxe-Anhalt, de sorte que les environs de Braunlage ou Hohegeiß peuvent également être comptés dans le Haut-Harz, ainsi que les plus hauts sommets de la montagne.
La région peu peuplée s'étendant du Brocken et du Wurmberg au hameau de Torfhaus et au Burchberg à l'ouest, à une altitude supérieure à 800 m, est souvent appelé Hochharz. Elle comprend la plus grande partie du parc national du Harz.

## Culture

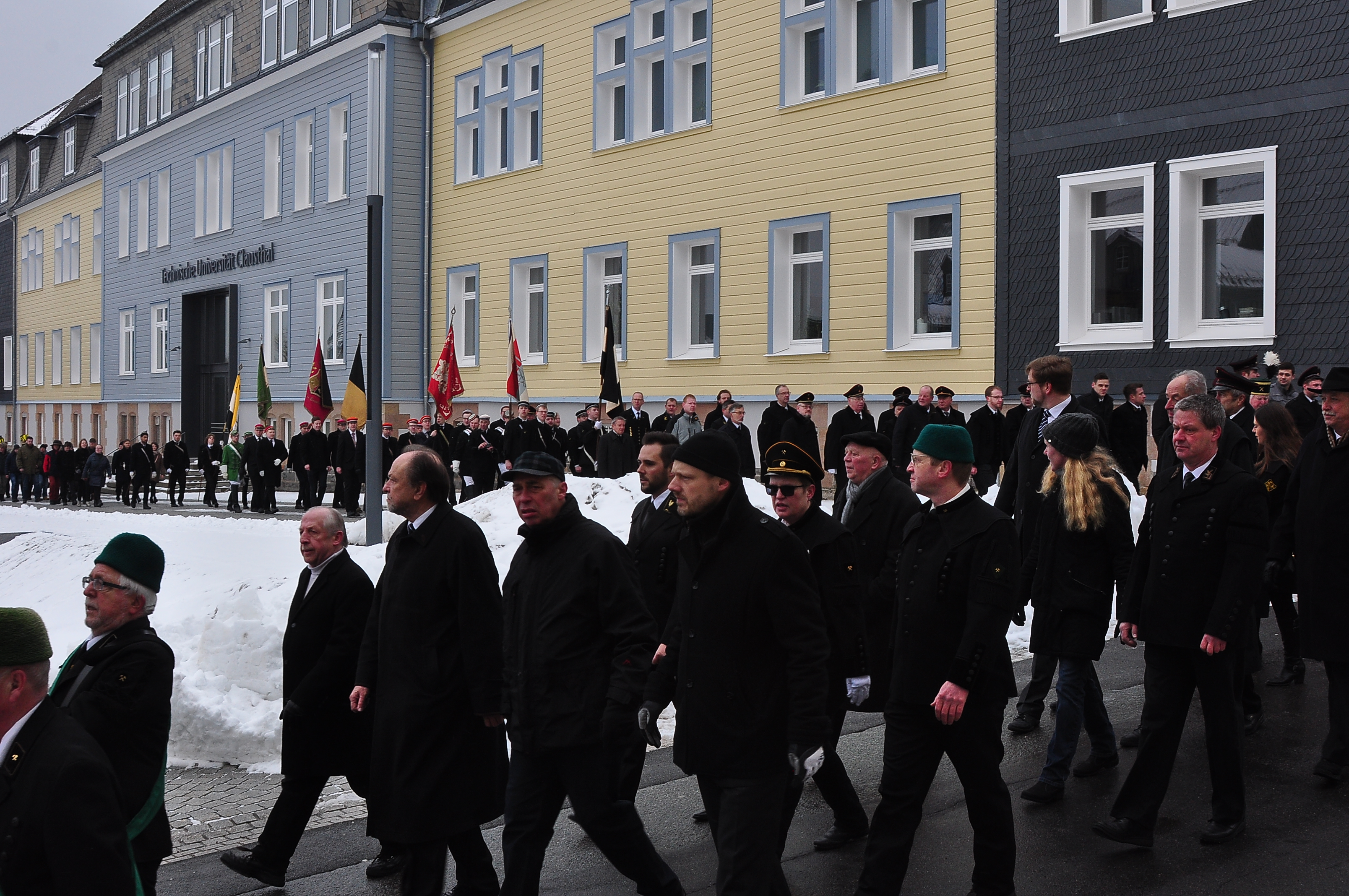
Le cortège des mineurs à Clausthal.

La culture du Haut-Harz est caractérisée par la tradition minière. À cause de l'installation dans la région des mineurs provenant des monts Métallifères au XVIe siècle, leur dialecte, une variante du moyen allemand oriental qui se distingue clairement des dialectes bas allemands des régions voisines, est encore parlé dans l'enclave linguistique des anciennes villes minières. La région est restée isolée pendant plusieurs siècles de sorte qu'elle a pu préserver de nombreuses coutumes et traditions. 
De 1972 à 2014 existe la Samtgemeinde Oberharz, une entité administrative qui dérive son nom de la région et qui fusionne avec la ville de Clausthal-Zellerfeld en 2015. En 2010, la municipalité d'Oberharz am Brocken est formée de la fusion de la ville d'Elbingerode avec plusieurs anciennes communes de Saxe-Anhalt. En dépit des protestations, elle porte ce nom bien qu'elle ne se trouve ni vraiment dans le Haut-Harz ni directement au pied du Brocken.